# Ишмурзин, Сулейман Галяутдинович
Сулейман Галяутдинович Ишмурзин (баш. Сөләймән Ғәләүетдин улы Ишмырҙин, 1893—1937) — военный деятель, активный участник гражданской войны в России и Башкирского национального движения, штабс-капитан.

## Биография
Ишмурзин Сулейман Галяутдинович родился 5 июня 1893 года в деревне Кинзябулатово Стерлитамакского уезда Уфимской губернии, ныне Ишимбайского района Республики Башкортостан.
В 1913 году окончил Казанскую учительскую школу.
В 1914—1918 гг. проходил службу в русской армии, начав её в октябре 1914 года в составе 28-го сапёрного батальона, находящегося в то время в Самаре. Принимал участие в Первой мировой войне, с 31 марта 1915 года по январь 1917 года находясь на юго-западном фронте. Получил звание поручика в 1917 году.
В 1917 году окончил 1-ю Житомирскую школу подготовки прапорщиков пехоты, куда был направлен в январе того же года.
С 15 июня 1917 года назначен командовать 3-й ротой 283-го запасного пехотного полка. Помимо этого исполнял обязанности председателя полкового суда.
Демобилизован в апреле 1918 года в звании подпоручика и в этом же месяце был избран членом революционного трибунала Стерлитамакского уезда.
В 1918—1919 гг. служил в Башкирской армии, в 1918 году был возведён в штабс-капитаны.
С августа 1918 года являлся командующим 1-го стрелкового полка Башкирской армии и членом Башкирского военного совета.
С апреля 1919 года стал командующим 1-го стрелкового полка Башкирской отдельной кавалерийской дивизии. Вступил в ряды РКП (б) (в 1921 году — исключён).
С июня 1919 года участвовал в боях в составе дивизии РККА на Южном фронте, противодействуя армии под командованием генерал-лейтенанта А.И. Деникина.
С июля 1919 года принимал участие в организации кантонных революционных комитетов на территории Автономной Башкирской Советской Республики.

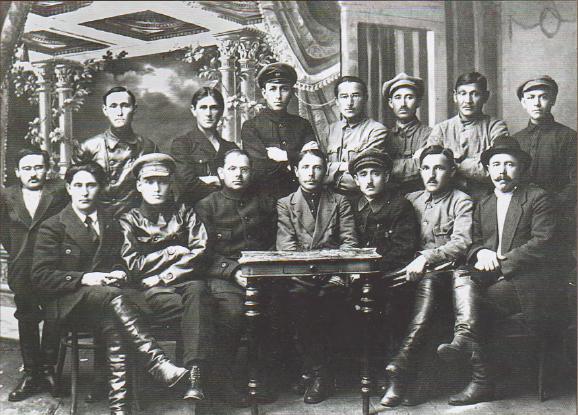
Члены Башкирского Правительства. Сулейман Ишмурзин — 2-й справа из сидящих

С октября 1919 года народный комиссар по делам продовольствия при Башревкоме.
С 1920 года являлся председателем Усерганского кантонного революционного комитета, а после — Табынского кантревкома. Вошёл в состав Президиума Башкирского центрального исполнительного комитета (в 1922 году — исключён). Был членом коллегии Совета народных комиссаров Башкирской АССР.
В 1921 году осуждён Революционным трибуналом автономной республики на 15 лет заключения, но вскоре приговор был отменён, причиной послужило рассмотренное в Москве ходатайство соратников Ишмурзина по Башкирскому национальному движению..
До 1926 года заведовал хозяйственной частью Областной опытной школы имени В. И. Ленина в Уфе. После работал заведующим отделом в Башглавполитпросвете при Народном комиссариате народного просвещения Башкирской АССР.
С 1932 года жил в Москве, являлся сотрудником объединения «Союззолото».
В 1937 году был репрессирован.

## Семья
Братья:
Ишбулды (1887—?), был раскулачен.
Аухади (1890—1923), участник Башкирского национального движения, штабс-ротмистр, член Башревкома.
Юсуп (1896—?), репрессирован: арестован в 1937 году и приговорён к 10 годам лишения свободы.
Якуб (1902—1964), служил в рядах РККА, был замполитом бригады. С 1947 года проживал в Ташкентской области, а с 1960 года — в г. Ташкенте. Умер от болезни в 1964 году в г. Ташкенте.